# 色盲
色盲（英語：color blindness），又稱色覺辨認障礙（英語：color vision deficiency，简称CVD），是指能看見及辨別顏色的能力低於常人的狀況。色盲有可能造成生活和學習上的困難，例如購買水果、挑選衣物，及辨識交通號誌可能也會受到影響，這些障礙有時可以透過色彩通用設計排除。大多數患者的狀況並不嚴重，多半患者可以適應。全色盲的患者有可能也會伴隨視敏度（visual acuity）下降及畏光的問題。
人類的視錐細胞大致可分為三組，常見的色盲成因是其中一組或以上的視錐細胞發育時有問題。男性比女性容易有色盲，因為最常發生色盲的相關基因位於X染色體上。女性有兩條X染色體，缺失的基因可以由另一條補足，但男性只有一條。色盲也可能肇因於眼睛、視神經，或部分的腦部遭受物理或化學傷害。典型的診斷方式是使用石原氏色盲檢測圖檢測，亦有許多另外檢測方式存在。
色盲目前無法在生理上治癒。患者的教師可以改變教學方式，以順應患者辨色力較弱的情況；配戴特殊鏡片可能有助於紅綠色盲患者在明亮的燈光辨色，也有手機應用程式能幫助患者辨色。
紅綠色盲是最常見的色盲，其次是藍黃色盲以及全色盲。北歐族裔的紅綠色盲患者約佔男性的8%和女性的0.5%。辨色能力也會隨著年齡退化。在某些國家，法律上會明文禁止色盲患者從事特定工作，例如飛機駕駛、火車駕駛及軍人等。在藝術能力方面，繪畫能力並無差異，而且據信許多知名藝術家是色盲患者，例如美國藝術家Daniel Arsham。

## 發現
英國化學家約翰·道爾頓在發現自己是色盲者後，於1798年出版了第一部論述此問題的科學專著《關於色彩視覺的離奇事實：附观察结果》（Extraordinary Facts Relating to the Vision of Colours: With Observations）。由於道爾頓的研究，該缺陷常被稱為道爾頓症（daltonism），不過現時多用色盲中的一種——綠色盲以描述道爾頓的缺陷。

## 發生原因
以發生原因來分，色盲可分為“先天性色盲”和“後天性色盲”。
由於人類辨識顏色的基因是來自X染色體。故若母親為色盲者（基因型為XaXa）与正常父亲婚配，則其所生的儿子必為色盲，但女儿色觉正常，皆会携带色盲基因；若父親亦為色盲者，則子女皆為色盲。若是母親為携带者（基因型為XAXa）与正常父亲婚配，則其所生的儿子有1/2的機率是色盲，女兒色覺正常，有1/2的機率成為携带者；若父親為色盲者（基因型必為XaY），則其所生的兒女皆有1/2的機率是色盲，女儿皆會携带色盲基因。若色盲的父親與正常女性，则子女必無色盲，女兒皆成為携带者（因為色盲男性第23對染色體為XaY基因，會將唯一令下一代有可能遺傳色盲的Xa染色體傳全數遺傳予女兒）。其詳細機制可參見X染色體遺傳病。
後天性色盲的發生原因可能與視網膜、視神經病變有關，例如外傷、青光眼、黃斑部病變。

## 色盲分類
部分色盲大致可分為紅綠色盲和藍黃色盲，可利用石原氏色盲檢測圖來做檢測。

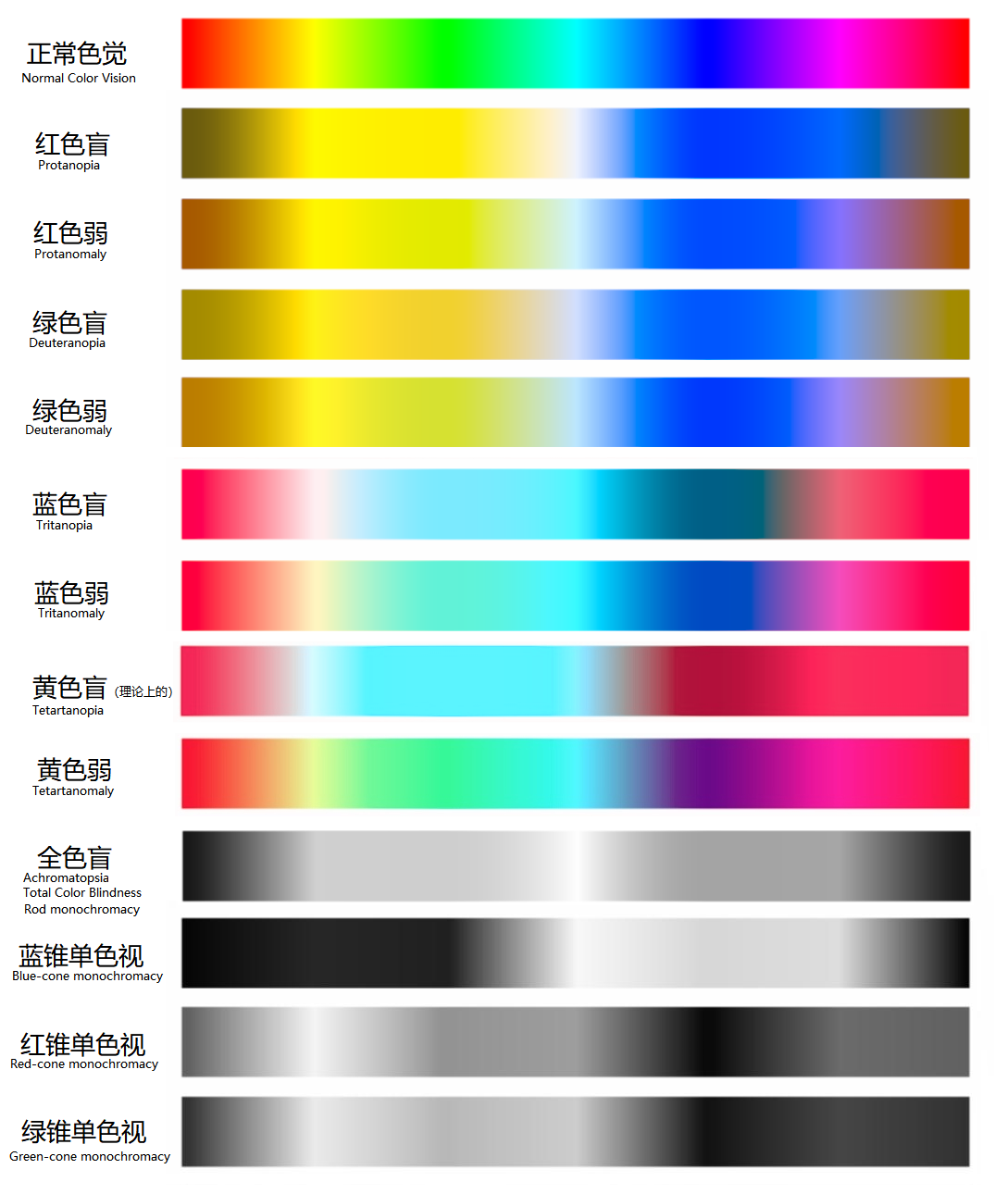
不同类型的色觉障碍模拟图

### 紅綠色盲
紅綠色盲症又称道尔顿症（色盲最早由约翰·道尔顿详细描述）。患有红绿色盲（red-green color blindness）的人难以辨认红、绿色调。红绿色盲包括红色盲（protanopia，甲型色盲，第一色盲）、绿色盲（deuteranopia，乙型色盲，第二色盲）、红色弱（protanomaly，红色觉变差，甲型色弱，第一色弱）和绿色弱（deuteranomaly，乙型色弱，第二色弱）。紅色盲或绿色盲是因为缺少感受相应颜色的视锥细胞。
X染色体的遺傳基因对红绿色盲有所影响。红绿色盲的人群中，男性多于女性，这是因为红绿色盲是X染色体隐性遗传病，即控制红绿色觉的感受器的基因位于X染色体上，并遵循性聯遺傳规律。女性（46,XX）只有当两条X染色体上的基因均显示隐性方可表现为红绿色盲，而男性（46,XY）的X染色体只要有隐性基因即可表现。

#### 红绿色盲遺傳概率
下方標为粗斜体的情形可能有罕见的例外情況。

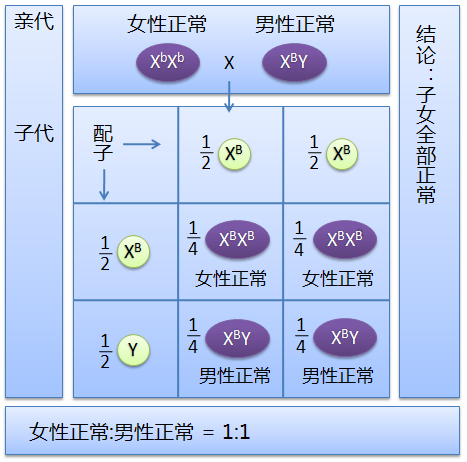
女性正常与男性正常的子女全是正常
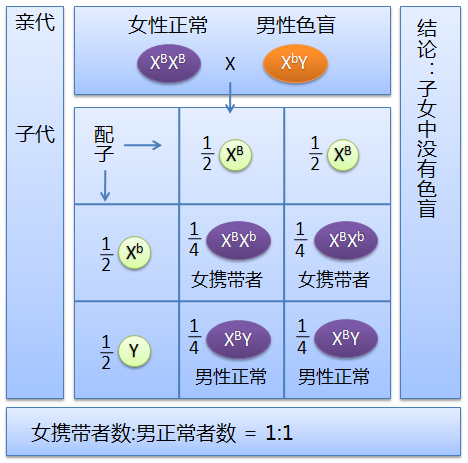
女性正常与男性色盲的子女中女孩全是携带者，男孩全是正常
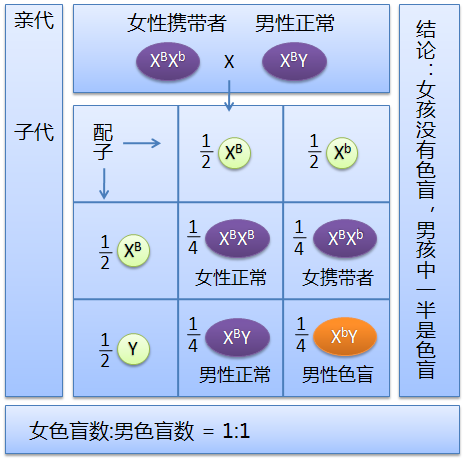
女性携带者与男性正常的子女中女孩一半携带者一半正常，男孩中一半色盲一半正常
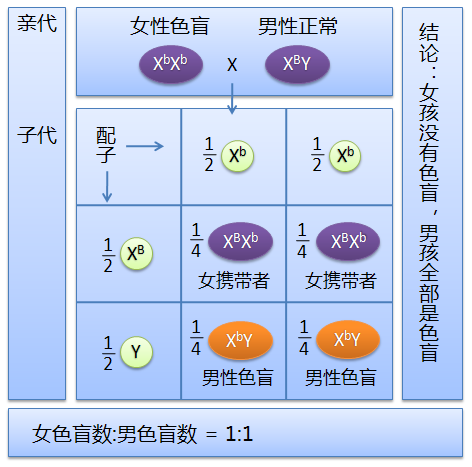
女性色盲与男性正常的子女中女孩全是携带者，男孩全是色盲
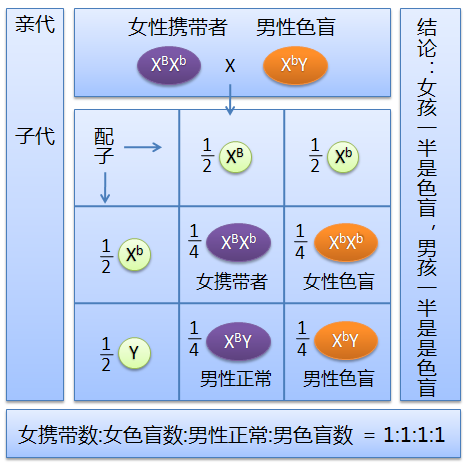
女性携带者与男性色盲的子女中女孩一半色盲一半携带者，男孩一半色盲一半正常
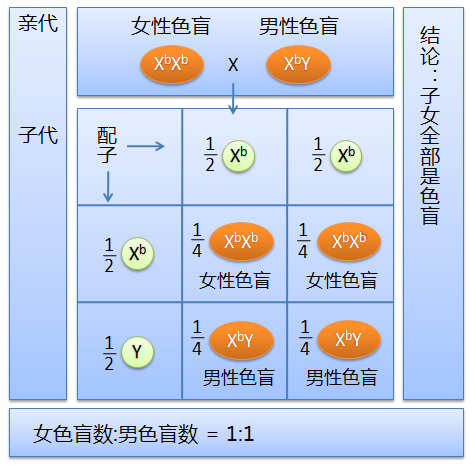
女性色盲与男性色盲的子女全是色盲

### 藍黃色盲
患有蓝黄色盲（blue-yellow color blindness）的人难以辨认蓝色和綠色、紫色和紅色、黃色和粉紅色。蓝黄色盲包括蓝色盲（tritanopia，第三色盲）、蓝色弱（tritanomaly，第三色弱）、黄色盲（tetartanopia，第四色盲）和黄色弱（tetartanomaly，第四色弱）。黄色盲是色盲的“第四种类型”，也是一种蓝黄色盲。然而，它的存在是假设的，鉴于人类色觉的分子基础，这种类型的存在可能性很小。

### 全色盲
全色盲（英語：achromatopsia）是完全没有色觉只有灰度知觉的色觉障碍，其病因是由于先天性的仅有一类视锥细胞，或视锥细胞功能障碍，或是由于后天第四视觉区等脑区损伤所引起。患者通常依靠眼球中视杆细胞來感受視覺影像光線的強弱，其視覺所見的景像只有灰階的色階分布。除色觉异常外，常合并畏光、眼球震颤、视力低下。由于眼睛對於亮度非常敏感，在白天的室外需戴上深色的太陽眼鏡保護眼睛。
一般社會上存在的全色盲比例非常小，但在密克罗尼西亚联邦的平格拉普環礁（Pingelap）和彭培島（Pohnpei）上卻有極高的比例為全色盲；約1775年的一場颱風使得島上只倖存約20人，其中生還的一人帶有全色盲的隱性基因；因為島上的基因庫小，難以避免近親繁殖，致使島上全色盲的比例高於全世界其他地方的三萬分之一，平格拉普島人口約七百人，全色盲的比例高達十二分之一，這種造成全色盲的基因叫作馬斯肯基因（maskun gene），島上約有三分之一的人為帶因者。
还有一些不完全的全色盲，例如蓝锥单色视（BCM）。

## 色盲现况
| 色盲现况                                 | 色盲现况   | 色盲现况 | 色盲现况 | 色盲现况               |
| ---------------------------------------- | ---------- | -------- | -------- | ---------------------- |
|                                          | 男         | 女       | 合计     | 参考资料               |
| 总体                                     | -          | -        | -        |                        |
| 总体（美国）                             | -          | -        | 1.30%    | （页面存档备份，存于） |
| 红绿色盲（总体）                         | 7 - 10%    | -        | -        | （页面存档备份，存于） |
| 红绿色盲（白种人）                       | 8%         | -        | -        |                        |
| 红绿色盲（亚洲人）                       | 5%         | -        | -        |                        |
| 红绿色盲（非洲人）                       | 4%         | -        | -        |                        |
| 单色                                     | -          | -        | -        |                        |
| 全色盲                                   | 0.00001%   | 0.00001% | -        |                        |
| 二色色盲                                 | 2.4%       | 0.03%    | -        |                        |
| 红色盲（长波长敏感视锥细胞缺失，L-cone） | 1% to 1.3% | 0.02%    | -        | （页面存档备份，存于） |
| 绿色盲（中波长敏感视锥细胞缺失，M-cone） | 1% to 1.2% | 0.01%    | -        | （页面存档备份，存于） |
| 蓝色盲（短波长敏感视锥细胞缺失，S-cone） | 0.001%     | 0.03%    | -        |                        |
| 三色视觉异常                             | 6.3%       | 0.37%    | -        |                        |
| 红色弱（长波长敏感视锥细胞缺陷，L-cone） | 1.3%       | 0.02%    | -        |                        |
| 绿色弱（中波长敏感视锥细胞缺陷，M-cone） | 5.0%       | 0.35%    | -        |                        |
| 蓝色弱（短波长敏感视锥细胞缺陷，S-cone） | 0.0001%    | 0.0001%  | -        |                        |

## 影响
下图模拟了正常色觉者（trichromat，三色视者）（上图）和二色视者（dichromat）（下图）的状况
色盲患者在職業的選擇上會受到一些限制，特別是美術、醫學、化工、電工及電信等需要依賴大量的辨色能力的工作，在就學與在職訓練時就常因體檢結果（或拒絕體檢）而被拒絕錄取、註冊入學等。且如果在就學或在職訓練中發現，也會存在問題。
但在文學、史學、法律等方面就較不受限。

### 混淆色

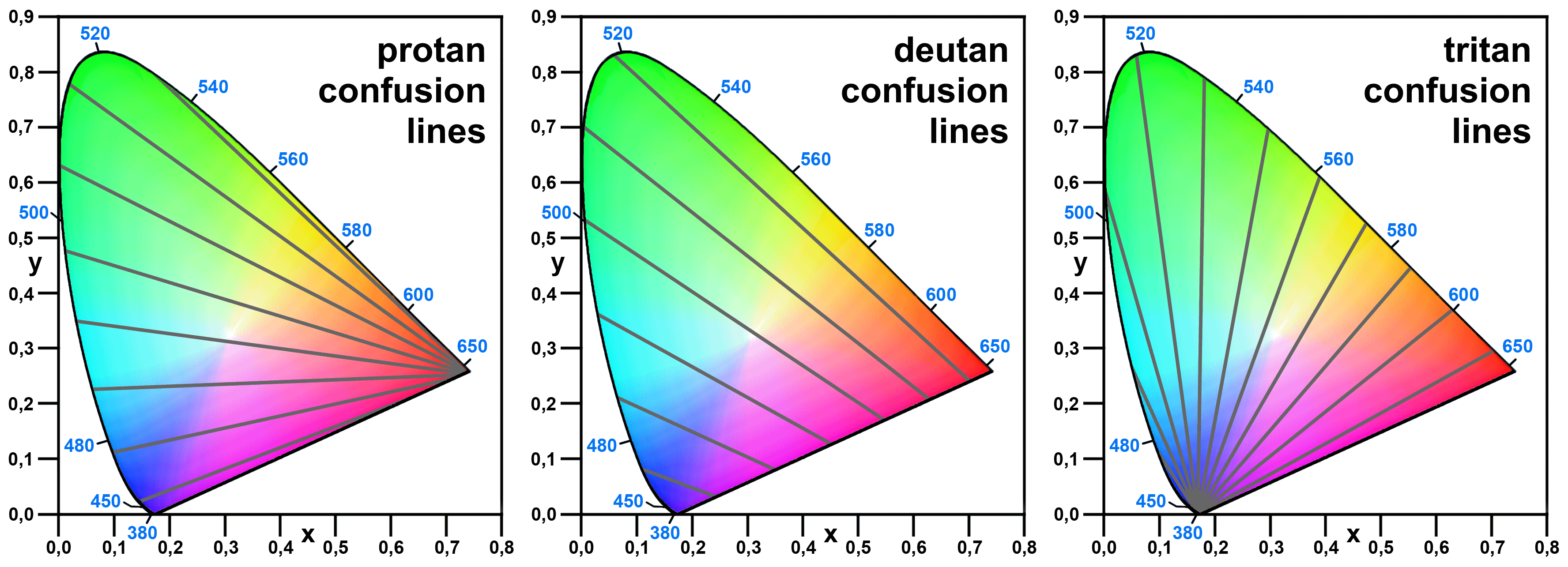
三种类型的二色视觉混淆线叠加在CIEXYZ色彩空间上。

混淆色是色盲人群经常误认的一对或一组颜色。红绿色盲的混淆色包括：
- 青色和灰色
- 玫瑰粉和灰色
- 蓝色和紫色
- 黄色和霓虹绿
- 红色、绿色、橙色、棕色

蓝色盲的混淆色包括：
- 黄色和灰色
- 蓝色和绿色
- 深蓝/蓝紫色和黑色
- 蓝紫色和黄绿色
- 红色和玫瑰粉

这些混淆色在CIEXYZ中被量化地表示为直线混淆线，通常在相应的色度图上进行绘制。所有的线都在一个共点处相交，这个点随着色盲类型的不同而不同。对于对应类型的二色视者，沿着混淆线的色度将呈现出色差现象。如果这些色度足够接近，那种类型的异常三色视者也会将它们视为色差现象，这取决于他们的色觉缺陷的强度。要使混淆线上的两种颜色呈现出色差现象，首先需要使它们具有相同的亮度。还要注意，对于标准观察者（正常色觉者）来说，具有相同亮度的颜色对于二色视者来说可能并非等亮度。

### 色彩任务
Cole描述了四种色彩任务，所有这些任务都在一定程度上受到色盲的影响：
- 比较性 – 当需要比较多种颜色时，例如在调色时
- 内涵性 – 当颜色被赋予隐含的意义，如红色 = 停止
- 外延性 – 当指认颜色，例如通过名称，如“黄色的球在哪里？”
- 审美性 – 当颜色看起来很好看 - 或传递情感反应 - 但不具有明确的含义

以下各节介绍了色盲人士通常在特定的色彩任务中遇到的困难。

### 食物

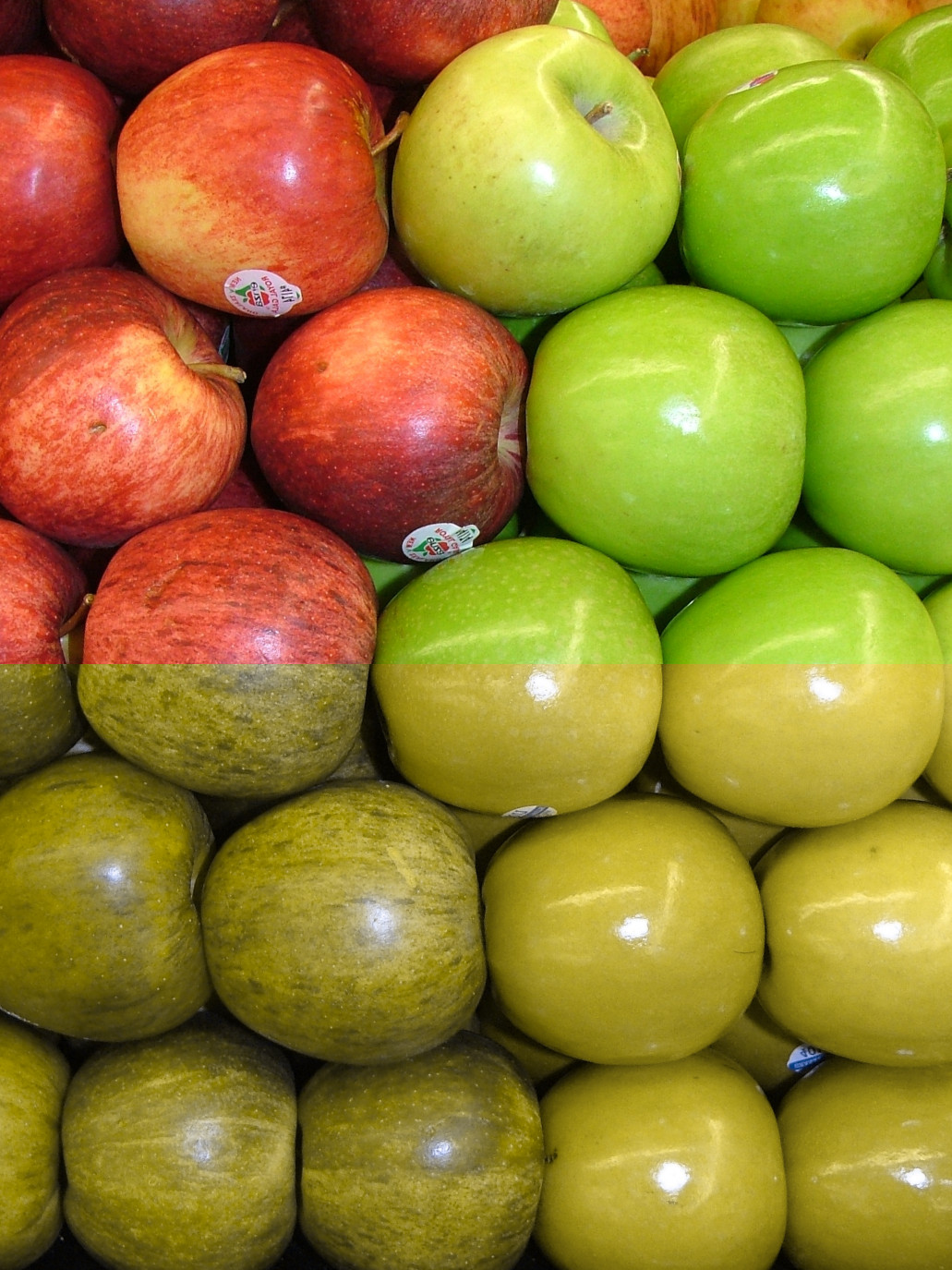
正常（上）和红绿色盲（下）对红绿苹果的感知模拟

色盲者在选择或准备食物时会遇到一些困难，例如：
- 难以根据颜色判断食物是否成熟，香蕉的绿-黄过渡尤其难以识别。
- 难以检测某些食物上的瘀伤、霉菌或腐烂
- 通过颜色判断肉类熟度
- 区分品种，如Braeburn苹果和澳洲青蘋果
- 区分与人工口味相关的颜色（例如果冻豆、运动饮料）

### 肤色
由于瘀伤、晒伤、皮疹甚至脸红而导致的肤色变化，红绿色盲者很容易忽略。这些色差通常与血氧饱和度有关，血氧饱和度会影响皮肤的反射率。

### 机动车驾驶

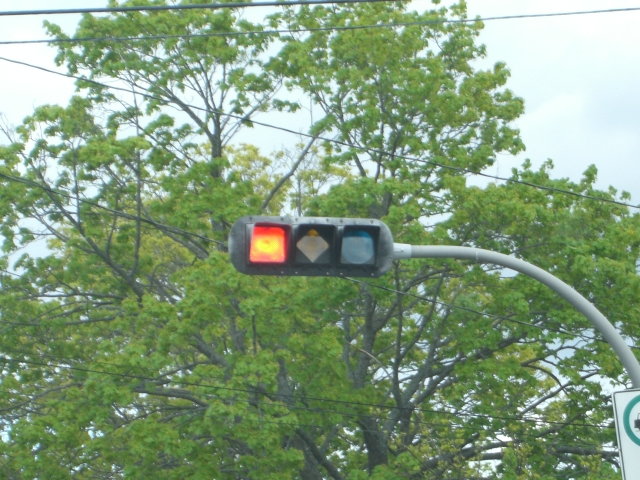
位于加拿大哈利法克斯用于辅助色盲人的交通信号灯

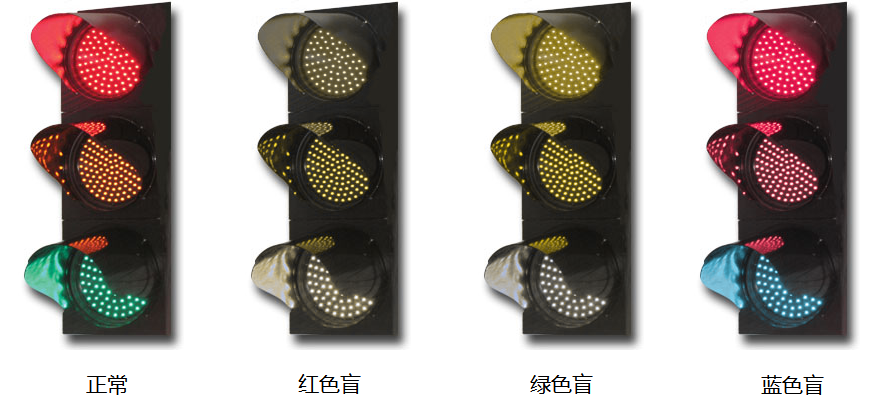
三种色盲模拟下的红绿灯，其中绿灯含有蓝色光便于色觉障碍者分辨

红绿色盲可能导致驾驶困难，主要是因为无法区分红、黄、绿的交通信号灯。由于红色的感知变暗，红色盲患者在快速识别刹车灯方面更加不利。
- 某些国家（如罗马尼亚，或90年代前的新加坡）拒绝授予全色盲的个人驾照。在罗马尼亚，一直有人努力去争取色盲得到驾驶执照的权利。[11]
- 在中国大陆，紅綠色盲者不可申請駕駛執照[12]。
- 在臺灣，道路交通安全規則要求考取駕駛執照者能辨識紅色、黃色及綠色。故色弱者如能通過醫院的辨色力檢查，仍得考取駕駛執照。
- 澳大利亚在1994年实施了针对色盲者获得商业驾驶执照的分级禁令，包括对所有红色盲/红色弱者的禁令，以及规定绿色盲/绿色弱者必须通过Farnsworth灯光测试。由于缺乏可用的测试设施，1997年取消了对绿色盲/绿色弱者的规定，2003年取消了对红色盲/红色弱者的禁令[10]。
- 在2020年6月，印度放宽了对色觉障碍者驾驶执照的限制，现在仅适用于色觉障碍严重的人群。以前受到限制的轻度和中度色觉障碍者现在可以通过医学要求。[13]

許多交通號誌常用紅綠來表示，對於色盲患者，可教導他們依亮燈位置來辨識；例如在臺灣，道路交通標誌標線號誌設置規則明確規定各燈號排列方式。另外，部份地區（如臺灣、日本、中国大陆）的紅綠燈實際綠燈含藍光，對於佔大多數的綠色色弱患者辨識無礙。

### 飞机驾驶
在美国，联邦航空管理局（FAA）要求将色盲检查作为飞行员在取得飞行执照之前必须接受的体检项目之一；如果检测出色盲，飞行申请将会受到限制——比如禁止夜间飞行，禁止根据有色的信号飞行等。这些限制意味着色盲飞行员不能进行商业飞行。

### 地圖

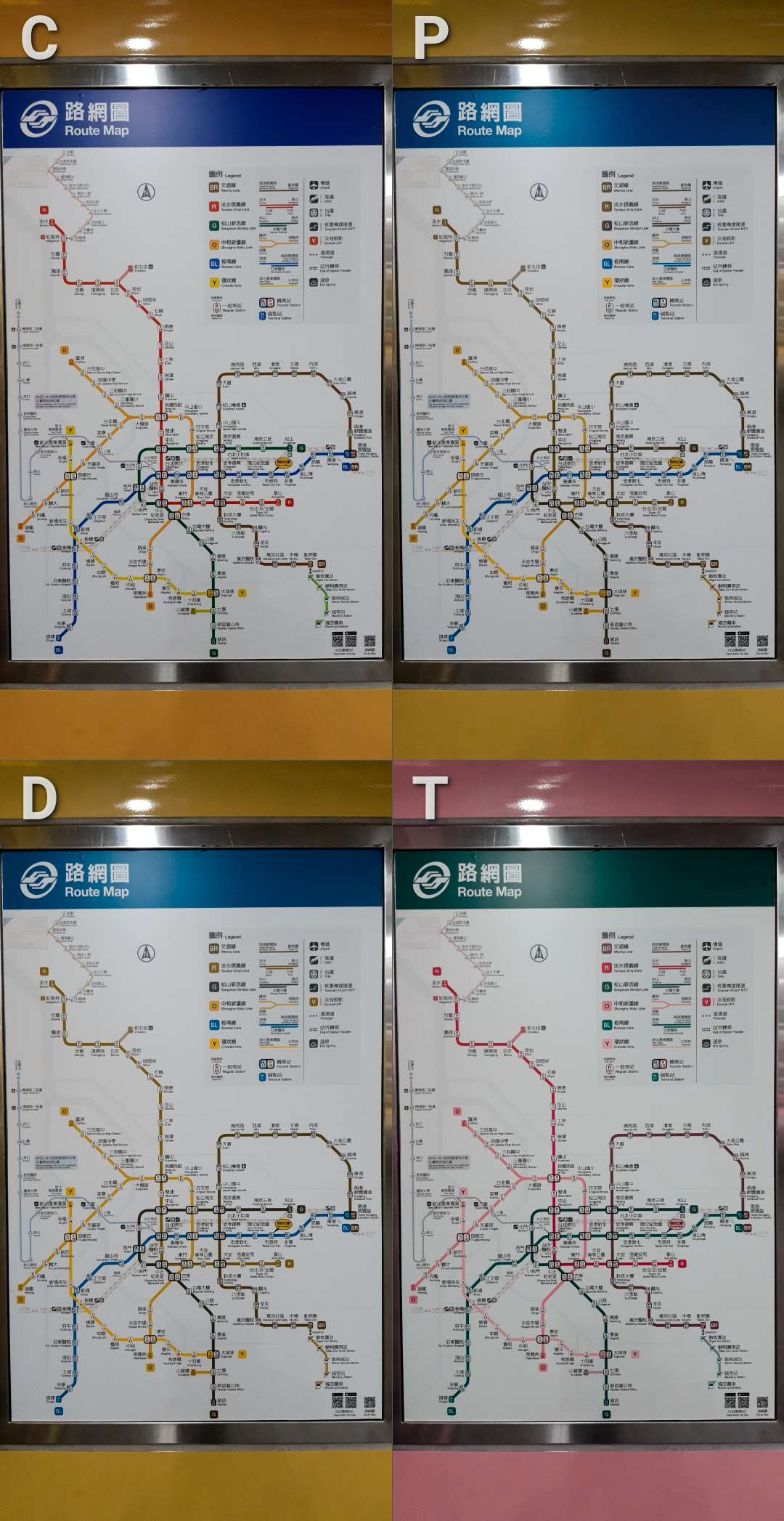
色覺模擬器模擬出不同色覺者看見的台北捷運路線圖。C：一般型色覺（正常色覺）。P：第1型色覺（紅色盲）。D：第2型色覺（綠色盲）。T：第3型色覺（藍色盲）

製作地圖有時候沒有考慮到色弱問題，造成色弱者無法識別區塊與區塊之間的差別。其中也包含地鐵路線圖，相似顏色的路線會造成色弱者的困擾。
部份地鐵公司會考慮這部份的需求，建立對色弱者友好的環境；例如於地鐵站編列路線及站名編號，除對不懂當地語言的外國人較友善之外，亦提供色覺障礙者辨識路線的方式。

### 食品標示

印度素食符號，對於色觉障碍者很難獨立分辨是否為素食

在印度，用紅、綠圖案來區分食品是否為素食，然而符號顏色對色觉障碍人士來說過於類似。

## 其他生物
一般的哺乳动物为红色盲（protanopia），它们分不清光谱中红-黄-绿的部分，而灵长类动物是经过基因突变才重新获得了分辨更广阔色谱的能力。

## 研究
2019年，中美兩國研究人員開發出一種含有特殊納米顆粒的“眼藥水”，可讓實驗鼠暫時看到近紅外光。這項技術將來有望讓人類獲得肉眼可見紅外光的能力。